# Crit d'Ipiranga

Independência ou morte!, Oli sobre tela de Pedro Américo, 1888

El Crit d'Ipiranga (en portuguès: Grito do Ipiranga) correspon a la declaració d'Independència del Brasil pel Príncep Pere prop del riu Ipiranga, el 7 de setembre del 1822.
L'any 1821, l'elit econòmica i política portuguesa va exercir una forta pressió per restaurar el domini sobre el territori brasiler, previ a l'exili de la família reial a Rio de Janeiro (1808) i a la formació del Regne Unit de Portugal, el Brasil i l'Algarve (1815), fent tornar al monarca Joan VI a Lisboa. Els següents mesos se succeïren diversos aixecaments militars al Brasil i moviments polítics en defensa dels interessos de l'excolònia, com fou el Dia do Fico, protagonitzat pel Príncep Pere, primogènit de Joan VI i que li va reportar perdre el càrrec de regent.
L'agost de 1822, Pere va viatjar a la província de São Paulo per garantir-ne la fidelitat a la causa brasilera, deixant a la seva dona Maria Leopoldina d'Àustria al capdavant del Consell d'Estat. El 2 de setembre, va arribar a palau una missiva des de Portugal, exigint que es clausuressin els òrgans de govern brasiler i instant a Pere que tornés a terres portugueses. El Consell va decidir rebutjar aquestes ordres i va enviar un correu urgent al Príncep.
Quan va rebre la carta, Pere es trobava als afores de São Paulo, a la riba del rierol Ipiranga acompanyat per la seva comitiva. Exasperat per l'actitud de les Corts portugueses que pretenien treure-li tot el poder i reduir de nou el Brasil al rang de colònia, el príncep va llençar el braçalet amb els colors portuguesos i va demanar als seus soldats que fessin el mateix.Plantilla:Lustosa Després, va pronunciar la seva cèlebre al·locució:
| «                   | (portuguès) Para o meu sangue, minha honra, meu Deus, eu juro dar ao Brasil a Liberdade. Independência ou morte! | (català) Per la meva sang, el meu honor, el meu Déu, juro donar al Brasil la Llibertat. Independència o mort! | » |
| — Pere I del Brasil | | |   |

Commemorat cada 7 de setembre, el Crit d'Ipiranga serveix avui com a festa nacional al Brasil.